# Wallachia
Wallachia je norská sympho-blackmetalová kapela založená v roce 1992 Larsem Stavdalem v norském městě Steinkjer a pojmenovaná podle Valašska, historické země na jihu Rumunska spojené se jménem knížete Vlada Țepeșe (Drákula). Lars Stavdal byl v mládí fascinován příběhy o Drákulovi, odtud pochází inspirace pro název kapely. Hudebními vzory byly kapely Burzum, Bathory a také americké skupiny Deicide a Morbid Angel (floridská death metalová scéna). Mezi další hudební seskupení, které jej ve své tvorbě ovlivnily, jmenuje Lars Stavdal Suffocation, Morgoth, Pyogenesis, Sinister, Primordial, Windir, Dissection, Rotting Christ, Wolves in the Throne Room, Dornenreich, Deathspell Omega, Arkhon Infaustus, Xasthur.

## Logo
Kapela používala až do vydání první dlouhohrající desky From Behind the Light jednu verzi loga. Od druhého LP Ceremony of Ascension přešla k užívání nového loga v modernějším střihu. Autorkou je rumunská grafička Laura Sava.

## Historie
Skupina byla založena v roce 1992 Larsem Stavdalem v norském městě Steinkjer původně jako sóloprojekt. Protože nemohl sehnat další hudebníky, kteří by měli zájem o death a black metal, začal komponovat skladby sám. Plánoval nahrát na podzim 1994 první demo, ale z nedostatku peněz a nástrojů od realizace upustil. V roce 1995 se k němu připojil Eystein Garberg (kytarista kapely Folkvang) a společně vyprodukovali po několika týdnech intenzivních zkoušek dvě skladby nahrané na audiokazetě (bez vokálů a syntezátorů). V listopadu 1995 nahráli na 24 stop demo nazvané jednoduše Demo 1996 (vydali jej v březnu 1996 v počtu 700 kusů). Garberg programoval bicí, syntezátory, nahrál druhou kytaru. Demo zaujalo francouzskou společnost Impure Creations Records. Kapela podepsala smlouvu, která zaručovala vydání dema jako mini CD (neboť zájem o vyprodané demo přetrvával). Mini CD vyšlo v roce 1997 (Impure Creations Records se mezitím přejmenovala na Velvet Music International), bylo shodné s kazetovou verzí a doplněné o texty a několik fotografií z Transylvánie, které pořídil Maďar Vámosi Tamás (mj. manažer legendární maďarské kapely Tormentor). Tohoto mini CD se prodalo více než 3 800 ks.
Lars a Eystein poté zařizovali věci kolem kapely, poštu, propagaci, rozhovory, najali bubeníka, baskytaristu a dalšího kytaristu. Tato sestava ale nefungovala a tak ji Lars Stavdal rozpustil.
Následně se domluvila smlouva na studiové album, které bylo nahráno na začátku 1999 a vydáno v září téhož roku. Album se jmenovalo From Behind the Light a obsahuje znovunahrané 4 skladby z dema a 4 další skladby ze stejného období. Všechny nástroje s výjimkou bicích a vokály nahrával Lars Stavdal sám, o bicí se podělili Mikael Duna a Lars Erik Vesterdal (každý na 4 skladbách). Limitovaná edice byla brzy vyprodána. 
Firma Velvet Music International se dostala do finančních potíží a Stavdal začínal de facto od začátku (po návratu ze základní vojenské služby, kde strávil rok). V roce 2006 vyšla reedice alba s bonusovými skladbami z dema u americké undergroundové firmy Dark Horizon Records.
Materiál z druhého alba Ceremony of Ascension vznikal v letech 1999–2004 a album bylo dokončeno v roce 2006. Vydáno bylo roku 2009, s produkcí Larsovi pomáhal Stefan Traunmüller z Rakouska. Vydáno bylo firmou Twilight Vertrieb. Album má nový grafický design a logo, autorkou obalu je rumunská umělkyně Laura Sava. Lars Stavdal uvádí, že perfektně koresponduje s hudbou.
Třetí album Shunya vyšlo v roce 2012, grafický design stvořila opět Laura Sava.

## Diskografie
Dema
- Demo 1996 (1996)

Studiová alba
- From Behind the Light (1999, Velvet Music International)
- Ceremony of Ascension (2009, Twilight Vertrieb)
- Shunya (2012, Debemur Morti Productions)
- Monumental Heresy (2018, Debemur Morti Productions)

EP
- Wallachia (1997, Velvet Music International) – Demo 1996 ve formátu mini CD
- Carpathia Symphonia (2015, Debemur Morti Productions)